# JASMINE (歌手)
JASMINE（ジャスミン、1989年5月19日 - ）は、日本の女性シンガーソングライター。東京都出身。ソニー・ミュージックアソシエイテッドレコーズ所属していた。

## 来歴

### 1989〜2008年：生い立ちからデビューまで
1989年（平成元年）5月19日、東京都で生まれる。父はロック好きでギターを演奏し、母はブラックミュージック好きのピアノの先生という、家族全員が楽器演奏できるという家庭に育った影響で、幼い頃から音楽に馴れ親んできた。歌手を志すようになったのは小学校3年生くらいの頃。勉強や運動も不得意で楽器も演奏できないが、音符が読めなくても出来るものが歌であると気づいたため、目指すようになった。
13歳で横田飛行場の一般開放日にゴスペルクワイアのライブを初体験し、その魅力に取り付かれゴスペルクワイア「ゴスペルコネクション」に入門する。15歳の時には所属クワイアのアメリカ遠征に参加し、現地の教会で歌唱した。
高校には入学したものの、「生きているのが楽しくない」「自分には何の取り柄もない」と自暴自棄になって一年で中退し、ゴスペルの練習もやめてしまった。その後、親友の励ましもあってゴスペルの練習を再開。それと同時にクラブでの本格的な歌手活動を開始した。
2007年、ソニーミュージックのオーディションでマライア・キャリーの『HERO』を歌い注目を集め、メジャー契約を結んだ。なお、オーディションでは審査員に向かって「歌うために生まれてきました」と宣言した。

### 2009〜2010年：『GOLD』
2009年（平成21年）
- 6月24日、シングル『sad to say』でメジャーデビュー。CD発売に先駆けて6月17日から着うたフルの配信が開始されたが、日本レコード協会調べの「RIAJ有料音楽配信チャート」で初登場1位を獲得、レコチョクでの配信最短28日間（レコチョクでは6月3日から配信開始）でレコチョク2009年上半期最優秀新人賞を獲得[9]。
- 10月、アメリカ合衆国の歌手ニーヨの日本ツアーのオープニングアクトとしてさいたまスーパーアリーナ、日本ガイシホール（名古屋）、大阪城ホールで初ライブを行った[10]。
- 10月28日、2枚目のシングル『NO MORE』を発売。

2010年（平成22年）
- 3月から5月まで3ヶ月連続でシングルをリリース。その第1弾である『THIS IS NOT A GAME』は2010年2月24日付けのUSEN総合チャートで初登場1位を獲得。これによりデビューから3曲連続で同チャート1位を獲得した初めての歌手になった[11]。
- 5月21日、テレビ朝日の音楽番組『ミュージックステーション』に出演し、地上波のテレビ番組初出演を果たす[12]。これから活躍が期待されるアーティストを紹介する「Young Guns」の枠で出演し、同年5月12日に発売した5枚目のシングルで初のバラード曲『DREAMIN'』を披露した[13]。ナレーションでは「10年に1人の逸材」「魂の歌声を持つ」と紹介された。
- 6月18日から初の全国5大都市ワンマンライブツアーに乗り出す。ライブは全員無料・完全招待制のプレミアライブである。入場チケットの販売は行われず、3ヶ月連続リリースのシングル購入者特典としてシングルに封入されているハガキを応募すると応募者に先着でチケットが当たるという企画である[14]。
- 7月21日、1枚目のスタジオ・アルバム『GOLD』を発売。オリコンチャートで初登場及び最高3位を記録した。
- 8月20日、報道番組『NEWS ZERO』で「10代のカリスマJASMINE」と題した特集が組まれ、歌手になるまでの経歴やファーストアルバムに関するインタビューを受けた[6]。
- 11月、ウォークマン「Play You.」のプロジェクト「キミの知らない音project」のメッセンジャーにYUI、清水翔太と共に抜擢される[15]。

### 2011年〜現在
2011年（平成23年）
- 2月2日、ビヨンセやニーヨ、リアーナらのヒット曲を手掛けたアメリカのプロデューサーチーム「STARGATE（スターゲイト）」と共にニューヨークで制作した「ONE」を発表した[16]。
- 7月27日、7枚目のシングル「ONLY YOU」を発表。東日本大震災の直後に書かれ、震災で心身ともに疲弊した人々を癒す「愛」について歌われている。オリコンチャートでは最高59位を記録するも、Billboard JAPAN Hot 100では初の100位圏外となった。同シングルを携えて8月からアコースティックライブ「JASMINE Acoustic Live 2011 SUMMER !!!」に乗り出し、こちらは成功を収めた[17]。
- 10月12日、楽曲、ビデオクリップ、歌詞、写真、アートワークなどがパッケージされたスマートフォン端末（Android OS）向けのアルバムアプリ『COLORS』を発表。「sad to say」「NO MORE」「JEALOUS」「DREAMIN'」「ONE」が収録され、「THIS IS NOT A GAME」「ONLY YOU」のミュージック・ビデオ、ライブ写真がパッケージされている[17]。

2012年（平成24年）
- 3月、台湾（9日）・東京（11日）・香港（23日）のアジア3都市で開催されたイベント「ASIA MUSIC Connection 2012 Asian Triangle」に出演[18]。

2013年（平成25年）
- 6月9日から、東京の代官山LOOPにてマンスリー・ライブイベント「Jas Vegas（ジャスベガス）」を開催[19]。

## 人物
- 芸名は本名の「あすみ」に由来する[1]。基となったのは中学校の友人たちから呼ばれていた愛称で、「あすみ→あすみん→じゃすみん」という具合に変化した[20]。現在の表記「JASMINE」は、クラブで歌う様になってから付けた[4]。
- 身長は158〜159cm[21]。鼻ピアスを開けている[21]。
- 担当の音楽プロデューサーに「今後、音楽やってく上で、YouTubeとかもあるから、聴く人が日本におさまらないから英語喋れたほうがためになるよ」と言われ、2010年から英会話を習い始めた。歌の歌詞は彼女の楽曲の多くを手がけるJeff Miyaharaや英語が話せる実姉に聞いて勉強している[22]。
- メディア出演やタイアップなしでのヒットや10代から作詞・作曲をこなすという共通点から宇多田ヒカルと比較され、「ポスト宇多田」と評されたこともある[1]。

## 音楽性

### 作詞・作曲
歌詞における日本語と英語のバランスは響きで判断している。彼女自身が日本語があまりストレートではないと感じているため、決めたい時に最後に英語を持ってくる。流れが持っている表情によって、使う言葉を決めている。

### ボーカル
元メガデスのマーティ・フリードマンは情報誌『日経エンタテインメント!』（日経BP社）で連載している音楽批評のウェブ版『マーティ・フリードマンのJ-POPメタル斬り／延長戦』において、デビュー・シングル『sad to say』を批評した際に、彼女のボーカルについて「声の強さや説得力に、ゴスペルを習っていた影響が感じるね。声がしっかりしていて早口だから、腕がある歌手だって分かる」と言及している。

### 影響
影響を受けたアーティストは宇多田ヒカル。前述の通り比較されることもあるが、本人は昔から宇多田の曲を聴いていて影響を受けたと述べ、敬意を表している。また、彼女の1枚目のスタジオアルバム『First Love』を「日本人（アーティストの中）で1番聴いたアルバム」として挙げている。その他、影響を受けたアルバムとして、クリスティーナ・アギレラの『ストリップト』、ジョーの『シグネチャー』、マイケル・ジャクソンの『キング・オブ・ポップ』、マライア・キャリーの『＃1'S』、メアリー・J. ブライジの『シェア・マイ・ワールド』、アリシア・キーズの『ソングス・イン・A・マイナー』、ジェニファー・ハドソンの『ジェニファー・ハドソン』、ノトーリアス・B.I.G.の『グレイテスト・ヒッツ』、ニーヨの『I LOVE NE-YO NE-YO SONGS2』、2パックの『トゥパック:レザレクション』、ビヨンセの『デンジャラスリィ・イン・ラヴ』、ジェイ・Zの『ザ・ブループリント3』を挙げている。

## ディスコグラフィ

### シングル
| #                                                     | 発売日         | 作品名             | 最高順位 | 最高順位 | 最高順位 | 認定                  | アルバム       |
| #                                                     | 発売日         | 作品名             | オリコン | Hot 100  | RIAJ DL  | 認定                  | アルバム       |
| ----------------------------------------------------- | -------------- | ------------------ | -------- | -------- | -------- | --------------------- | -------------- |
| 1st                                                   | 2009年6月24日  | sad to say         | 10       | 6        | 1        | - 着うたフル:プラチナ | GOLD           |
| 2nd                                                   | 2009年10月28日 | NO MORE            | 15       | 8        | 5        | - 着うたフル:ゴールド | GOLD           |
| 3rd                                                   | 2010年3月3日   | THIS IS NOT A GAME | 23       | 55       | 16       |                       | GOLD           |
| 4th                                                   | 2010年4月7日   | JEALOUS            | 20       | 55       | 9        |                       | GOLD           |
| 5th                                                   | 2010年5月12日  | DREAMIN'           | 38       | 50       | 13       |                       | GOLD           |
| 6th                                                   | 2011年2月2日   | ONE                | 32       | 38       | 27       |                       | Complexxx      |
| 7th                                                   | 2011年7月27日  | ONLY YOU           | 59       | -        | 19       |                       | Complexxx      |
| 8th                                                   | 2012年7月25日  | Best Partner       | 50       | -        | -        |                       | Complexxx      |
| 9th                                                   | 2013年5月29日  | High Flying        | 46       | -        | -        |                       | Complexxx      |
| 10th                                                  | 2013年7月31日  | HERO               | 93       | -        | -        |                       | Complexxx      |
| 11th                                                  | 2013年12月25日 | Countdown          | 64       | -        | -        |                       | PURE LOVE BEST |
| "—"はチャート圏外、チャート対象外の何れかを意味する。 |                |                    |          |          |          |                       |                |

#### 配信シングル
| 発売日        | 作品名                    |
| ------------- | ------------------------- |
| 2018年3月2日  | Black Kitty               |
| 2019年8月19日 | Road                      |
| 2019年8月19日 | COCOROZASHI feat. AK-69   |
| 2019年11月1日 | FALLIN’ (feat. 5lack)     |
| 2020年3月7日  | A Whole New World (COVER) |
| 2020年4月10日 | アタシの負け              |

### アルバム

#### スタジオ・アルバム
| #   | 発売日        | 題名      | 最高順位 |
| #   | 発売日        | 題名      | オリコン |
| --- | ------------- | --------- | -------- |
| 1st | 2010年7月21日 | GOLD      | 3        |
| 2nd | 2013年8月28日 | Complexxx | 28       |

#### コンセプト・アルバム
| #   | 発売日        | 題名                 | 最高順位 |
| #   | 発売日        | 題名                 | オリコン |
| --- | ------------- | -------------------- | -------- |
| 1st | 2014年3月12日 | Welcome to Jas Vegas | 51       |

#### 配信アルバム
| 発売日         | 作品名     |
| -------------- | ---------- |
| 2019年11月25日 | JASMINE2.0 |
| 2020年8月22日  | M          |

#### ベスト・アルバム
| #   | 発売日         | 題名           | 最高順位 |
| #   | 発売日         | 題名           | オリコン |
| --- | -------------- | -------------- | -------- |
| 1st | 2014年10月29日 | PURE LOVE BEST | 35       |

#### アプリ
| 発売日         | 題名   |
| -------------- | ------ |
| 2011年10月12日 | COLORS |

### ミュージック・ビデオ
| 年     | ビデオ                                   | 監督           |
| ------ | ---------------------------------------- | -------------- |
| 2009年 | sad to say                               | タナカノリユキ |
| 2009年 | NO MORE                                  | タナカノリユキ |
| 2010年 | THIS IS NOT A GAME                       | タナカノリユキ |
| 2010年 | JEALOUS                                  | タナカノリユキ |
| 2010年 | DREAMIN'                                 | タナカノリユキ |
| 2010年 | dear my friend (from Live at Zepp Tokyo) | 山口貴史       |
| 2011年 | ONE                                      | タナカノリユキ |
| 2011年 | ONLY YOU                                 | タナカノリユキ |
| 2012年 | Best Partner                             |                |

### 参加作品
- SPICY CHOCOLATE『渋谷純愛物語』（2014年10月22日）
  - 5.「それでも君が好き feat. JASMINE, SKY-HI & 寿君」[39]
- DJ Ryow「ありがとう (feat. JASMINE & SOCKS)」（2016年8月30日）
- YOUNG FREEZ 「Into You (Remix) feat. JASMINE」（2018年5月18日）
- OGaMixxX&SBC「W.I.L.D. (feat. Jasmine)」（2018年6月25日）

## タイアップ
| 起用年 | 楽曲               | タイアップ                                                              |
| ------ | ------------------ | ----------------------------------------------------------------------- |
| 2009年 | sad to say         | レコチョクTV-CMソング                                                   |
| 2009年 | NO MORE            | TBS系の音楽番組『COUNT DOWN TV』11月度オープニングテーマ                |
| 2010年 | THIS IS NOT A GAME | 日本テレビ系の音楽番組『音楽戦士 MUSIC FIGHTER』3月度オープニングテーマ |
| 2010年 | JEALOUS            | テレビ東京系の音楽番組『JAPAN COUNTDOWN』3月度エンディングテーマ        |
| 2010年 | DREAMIN'           | レコチョクTV-CMソング                                                   |
| 2011年 | ONE                | SONY "WALKMAN" PlayYou.「キミの知らない音 project」CMソング             |
| 2011年 | ONLY YOU           | レコチョクTV-CMソング                                                   |
| 2013年 | High Flying        | TBS系の音楽番組『COUNT DOWN TV』5月度オープニングテーマ                 |

## 出演

### ラジオ
| 放送局             | 番組名           | 放送時間           | 放送期間                    |
| ------------------ | ---------------- | ------------------ | --------------------------- |
| J-WAVE、Brandnew J | MUSIC WONDERLAND | 木曜 26:00 - 27:00 | 2009年4月2日 - 2011年4月1日 |

### 雑誌連載
| 雑誌名                   | コーナー名                                                      | 出版社                       | 連載期間            |
| ------------------------ | --------------------------------------------------------------- | ---------------------------- | ------------------- |
| bmr (black music review) | 「SENSE OF VALUES -for the music that JASMINE thinking about-」 | スペースシャワーネットワーク | 2009年12月号 - 現在 |
| S Cawaii!                | 「JASMINE RESCUE 24/7」                                         | 主婦の友社                   | 2011年4月号 - 現在  |

## ツアー
| JASMINE 完全招待制ライブツアー | JASMINE 完全招待制ライブツアー | JASMINE 完全招待制ライブツアー |
| 公演日                         | 場所                           | 会場                           |
| ------------------------------ | ------------------------------ | ------------------------------ |
| 2010年6月18日                  | 札幌市                         | Zepp SAPPORO                   |
| 2010年6月22日                  | 福岡市                         | Zepp FUKUOKA                   |
| 2010年6月24日                  | 大阪市                         | Zepp OSAKA                     |
| 2010年6月28日                  | 名古屋市                       | Zepp NAGOYA                    |
| 2010年6月30日                  | 東京都                         | Zepp TOKYO                     |

| JASMINE LIVE TOUR 2010〜GOLD〜 | JASMINE LIVE TOUR 2010〜GOLD〜 | JASMINE LIVE TOUR 2010〜GOLD〜 |
| 公演日                         | 場所                           | 会場                           |
| ------------------------------ | ------------------------------ | ------------------------------ |
| 2010年11月3日                  | 福岡市                         | Zepp FUKUOKA                   |
| 2010年11月5日                  | 名古屋市                       | Zepp NAGOYA                    |
| 2010年11月7日                  | 仙台市                         | Zepp SENDAI                    |
| 2010年11月13日                 | 横浜市                         | 横浜BLITZ                      |
| 2010年11月21日                 | 大阪市                         | Zepp OSAKA                     |
| 2010年11月26日                 | 札幌市                         | Zepp SAPPORO                   |
| 2010年12月3日                  | 東京都                         | Zepp TOKYO                     |

## 受賞とノミネート
| 年     | ノミネート対象 | 賞                                                       | 結果       |
| ------ | -------------- | -------------------------------------------------------- | ---------- |
| 2009年 | JASMINE        | レコチョクアワード 上半期最優秀新人賞                    | 受賞       |
| 2009年 | JASMINE        | LIFE MUSIC AWARD BEST NEW ARTIST OF LIFE                 | 受賞       |
| 2010年 | JASMINE        | 日本ゴールドディスク大賞 ザ・ベスト5ニュー・アーティスト | 受賞       |
| 2010年 | JASMINE        | McDonald's TOKIO HOT 100 AWARDベストニューアーティスト   | ノミネート |
| 2010年 | sad to say     | MTV Video Music Awards Japan 最優秀R&Bビデオ賞           | ノミネート |
| 2011年 | JEALOUS        | SPACE SHOWER Music Video Awards ART DIRECTION            | ノミネート |